# Luis Landínez
Luis Landínez (La Fuente de San Esteban, Salamanca, 1911-Madrid,  10 de diciembre de 1962) fue un novelista español.
Estudió en la Universidad de Salamanca. Pasó la guerra civil española en el pueblo salmantino de Gallegos de Solmirón, donde su padre ejercía como médico. Tras la guerra vivió mucho tiempo en Barcelona trabajando como vendedor de libros a domicilio. 
Mantuvo correspondencia con Max Aub, que le consideraba uno de los integrantes del denominado exilio interior.
Su novela más importante fue un drama rural de estilo tremendista: Los hijos de Máximo Judas, finalista del premio Nadal (1949), que no obstante, no tuvo éxito comercial. 
La mayor parte de su obra, no editada, se perdió tras su muerte, que se produjo en extrañas circunstancias, en la Estación de Príncipe Pío de Madrid. Su fallecimiento se produjo en el propio tren que le traía de Asturias. Se cree que su muerte puede tener alguna relación con su militancia clandestina en el Partido Comunista de España.Sus viajes a China y Rusia pudieron haber sido aspectos que le identificaron con el Partico Comunista, aunque podría decirse que esta opción queda descartada, dado por su afición a viajar
Su obra fue estudiada y revalorada posteriormente por Francisco Ynduráin, José Corrales Egea, Santos Sanz Villanueva o Ricardo Senabre.